# هریس (میزوری)
هریس (به انگلیسی: Harris) یک شهر در ایالات متحده آمریکا است که در شهرستان سولیوان، میزوری واقع شده‌است. هریس ۰٫۳۹ کیلومتر مربع مساحت و ۶۱ نفر جمعیت دارد و ۲۷۲ متر بالاتر از سطح دریا واقع شده‌است.